# Parafia św. Doroty i św. Tekli w Krasocinie
Parafia Świętej Doroty i Świętej Tekli – parafia rzymskokatolicka w Krasocinie (diecezja kielecka, dekanat włoszczowski). Erygowana w 1386. Mieści się przy ulicy Wyzwolenia. Duszpasterstwo w niej prowadzą księża diecezjalni.